# Hazel Rowley
Hazel Joan Rowley (16 de novembro de 1951 - 1 de março de 2011) foi uma escritora e biógrafa australiana de origem britânica.